# Lương Văn Thành
Lương Văn Thành (sinh năm 1960) là chính trị gia người Việt Nam. Ông hiện giữ chức vụ Cục trưởng Cục Kế hoạch - Tài chính (Cục 3), Viện kiểm sát nhân dân tối cao Việt Nam. Ông từng là đại biểu Quốc hội Việt Nam khóa 13, thuộc đoàn đại biểu Hải Phòng.

## Tiểu sử
Lương Văn Thành sinh ngày 24 tháng 6 năm 1960.
Ông là người dân tộc Kinh, không theo tôn giáo nào. Ông có quê quán tại xã An Đồng, huyện An Dương, TP Hải Phòng.
Ông có bằng Cử nhân Kinh tế, Thạc sĩ Luật và chức danh là Kiểm sát viên cao cấp
Ngày 2 tháng 3 năm 1993, Lương Văn Thành gia nhập Đảng Cộng sản Việt Nam.
Ông có bằng Cử nhân lí luận chính trị Đảng Cộng sản Việt Nam.
Khi là Đại biểu Quốc hội Việt Nam khóa 13 (2011-2016) thành phố Hải Phòng, Lương Văn Thành là giữ chức vụ Cục trưởng Cục Kế hoạch - Tài chính Viện Kiểm sát nhân dân tối cao (Cục 3), Ủy viên Ủy ban Tư pháp của Quốc hội khóa 13.